# Lexington (Georgia)
Lexington es una ciudad ubicada en el condado de Oglethorpe, Georgia, Estados Unidos. Tiene una población estimada, a mediados de 2021, de 206 habitantes.
Es la sede del condado.

## Demografía
En el 2000, los ingresos promedio de los hogares de la localidad eran de $41,932 y los ingresos promedio de las familias eran de $56,875. Los ingresos per cápita para la localidad eran de $22,513. Los hombres tenían ingresos per cápita por $22,417 frente a los $38,056 que percibían las mujeres.
De acuerdo con la estimación 2017-2021 de la Oficina del Censo, los ingresos promedio de los hogares de la localidad son de $64,375 y los ingresos promedio de las familias son de $72,632.

## Geografía
La localidad está ubicada en las coordenadas 33°52′12″N 83°6′37″O / 33.87000, -83.11028 (33.870069, -83.110154).
Según la Oficina del Censo, tiene un área total de 1.42 km², correspondientes en su totalidad a tierra firme.